# Jiří Novák (lední hokejista)
Jiří Novák (* 6. června 1950 Jaroměř) je bývalý československý hokejový útočník. Společně s Vladimírem Martincem a Bohuslavem Šťastným tvořili jeden ze známých útoků historie československého hokeje. V roce 2010 byl uveden do Síně slávy českého hokeje.

## Hráčská kariéra
V mládí se věnoval různým sportům, ale nakonec zůstal u ledního hokeje, kde působil na postu středního útočníka. Začínal s ním v pardubické Tesle, kam přišel v roce 1962. Rozhodující pro něj byla sezóna 1968/1969, kdy ho trenér Mach dal dohromady s Martincem a Šťastným. Brzy se jejich kvality projevily natolik, že se všichni tři zúčastnili na přelomu let 1969 a 1970 přípravného zájezdu do Kanady, který měl být poslední prověrkou na půdě budoucího pořadatele mistrovství světa. Kanada se nakonec po neshodách s LIHG šampionátu vzdala, MS se pořádalo ve Stockholmu a Jiří Novák se ho neúčastnil.
První mistrovský titul získal v sezóně 1970/1971 v dresu jihlavské Dukly, kde vykonával prezenční vojenskou službu. V následujícím ligovém ročníku si na své konto připsal druhý titul a mistrovský hattrick završil v sezóně 1972/1973, tentokrát už v dresu Tesly, v němž se opět sešel s Martincem a Šťastným. V Tesle Pardubice spolu hráli v letech 1972–1981, s výjimkou první poloviny sezóny 1978/1979, kdy působil Martinec v Jihlavě.
Dvakrát si zahrál na mistrovství Evropy juniorů (1968 a 1969). Na seniorské MS se podíval Jiří Novák až jako poslední ze slavné pardubické trojice – v Moskvě 1973 však se svými spoluhráči v jednom útoku nehrál. I přes to, že většinou zaskakoval za střídající hráče, podařilo se mu vstřelit svou první branku na šampionátu (v posledním zápase proti Finům). Teprve od roku 1975 se pravidelně objevoval v nominacích na MS až do moskevského mistrovství 1979. Celkem sehrál na MS 50 zápasů a vstřelil v nich 22 branek. Nejúspěšnější pro něj byl šampionát v polských Katowicích 1976, kde dokonce dvakrát zapsal do svého střeleckého deníku hattrick – proti Polsku a USA.
Pardubický centr se zúčastnil i olympiád v letech 1976 (stříbro) a 1980 (5. místo). Odehrál na nich 10 zápasů a třikrát se zapsal do listiny střelců. V Innsbrucku 1976 byl jedním z prvních, který se nakazil „tokijskou“ chřipkou, která zachvátila velký počet účastníků OH. Předtím svými dvěma brankami rozhodl dramatický duel s Finskem. V závěru turnaje už nestačil se silami. Jeho druhá účast v Lake Placid 1980 byla do jisté míry ovlivněna i faktem, že jeho obvyklý spoluhráč Martinec své účinkování na turnaji musel předčasně ukončit po zlomenině ruky v utkání s USA.
Jiří Novák se s československým výběrem zúčastnil v historicky prvního Kanadského poháru 1976 a nechybělo mnoho, aby právě on rozhodl utkání s Kanadou – jeho sólový únik ve 47. minutě však skončil jen na tyči Vachonovy branky. Turnaj však nedohrál, protože ho v prvním finálovém zápasu srazil krosčekem na led Steve Shutt. Novák byl deset minut v bezvědomí a kromě otřesu mozku si odnesl i sedm zlomených žeber.
Po skončení aktivní činnosti v Tesle Pardubice hrál Novák ještě za švýcarský HC Lausanne (1981–1983), francouzský Villard-de-Lans (1983/1984) a v Itálii za SG Cortina Dorea. V československé lize během 14 sezón odehrál 480 utkání a nastřílel 255 branek, což ho řadí do Klubu ligových kanonýrů. V reprezentaci odehrál 160 zápasů a podepsal se pod 76 branek. Za své výkony byl oceněn titulem Mistra sportu (1972) a Zasloužilého mistra sportu (1976). Po úspěchu na MS v Katovicích obdržel státní vyznamenání – Za zásluhy o výstavbu.
Jiří Novák byl vyhlášen příkladným forčekingem v obranném území soupeře, jeho napadání často vedlo k nečekanému zisku kotouče a ohrožení soupeřovy branky. V Tesle Pardubice hrál s číslem 20, v reprezentaci, s výjimkou MS 1973, kde na něj zbyl dres č. 15, převzal po Richardu Fardovi jedenáctku. Mezi jeho nejznámější branky patří ta z utkání se Švédskem na MS 1975, kdy si několika kličkami vytáhl z branky „Honkena“ Holmqvista a poté zavěsil.